# 馬沃戈什奇

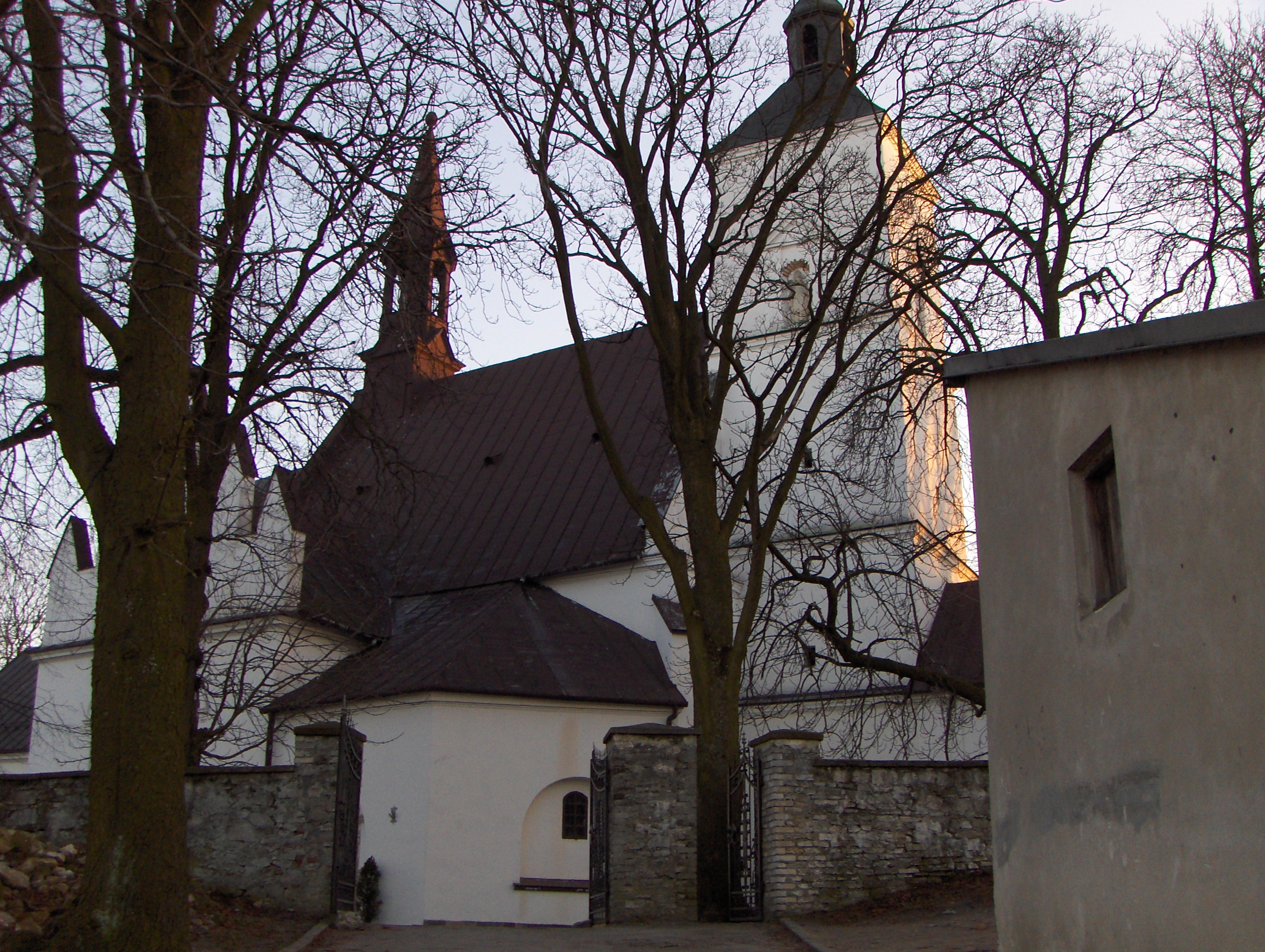

馬沃戈什奇是波蘭的城鎮，位於該國南部，由聖十字省負責管轄，面積9.61平方公里，鎮上的教堂建於1592年，該鎮在第一次世界大戰期間被破壞，2006年人口3,943。

## 外部連結
- www.malogoszcz.pl （页面存档备份，存于）

50°49′N 20°17′E / 50.817°N 20.283°E